# Unión Nacional Africana de Tanganica
La Unión Nacional Africana de Tanganica (en inglés: Tanganyika African National Union, TANU) fue el principal partido político en la lucha por la soberanía en el estado de Tanganica en África oriental (actual Tanzania). El partido se formó a partir de la Asociación Africana de Tanganica por Julius Nyerere en julio de 1954 cuando enseñaba en el St. Francis 'College (que ahora se conoce como Pugu High School).

## Historia
A partir de 1964, el partido se llamó Unión Nacional Africana de Tanzania. En enero de 1977, el TANU se fusionó con el partido gobernante en Zanzíbar, el Partido Afro-Shirazi (ASP) para formar el actual Partido del Estado Revolucionario o Chama Cha Mapinduzi (CCM). La política de TANU era construir y mantener un estado socialista con el objetivo de lograr la autosuficiencia económica y erradicar la corrupción y la explotación, con los principales medios de producción e intercambio bajo el control de los campesinos y trabajadores (Ujamaa-Ensayos sobre socialismo; así como la "Declaración de Arusha").
Julius Nyerere fue el primer presidente de Tanzania, sirviendo desde la década de 1960 hasta 1985. En 1962, Nyerere y el TANU crearon el Ministerio de Cultura Nacional y Juventud. Nyerere sintió que la creación del ministerio era necesaria para hacer frente a algunos de los desafíos y contradicciones de la construcción de un estado-nación y una cultura nacional después de 70 años de colonialismo. El gobierno de Tanzania buscó crear un espacio público innovador donde la cultura popular de Tanzania pudiera desarrollarse y florecer. Al incorporar las diversas tradiciones y costumbres de todos los pueblos de Tanzania, Nyerere esperaba promover un sentido de orgullo, creando así una cultura nacional.

## Historia electoral

### Elecciones presidenciales
| Elecciones | Candidato del partido | Votos     | %     | Resultado |
| ---------- | --------------------- | --------- | ----- | --------- |
| 1962       | Julius Nyerere        | 1,127,987 | 99.2% | Electo    |
| 1965       | Julius Nyerere        | 2,520,904 | 96.5% | Electo    |
| 1970       | Julius Nyerere        | 3,220,636 | 96.7% | Electo    |
| 1975       | Julius Nyerere        | 4,172,267 | 93.3% | Electo    |

### Elecciones legislativas
| Elecciones | Líder del partido | Votos     | %                           | Escaños | +/– | Posición | Gobierno      |
| ---------- | ----------------- | --------- | --------------------------- | ------- | --- | -------- | ------------- |
| 1958–59    | Julius Nyerere    | 47,685    | 74.4%                       | 30/64   | 30  | 1ero     | Supermayoría  |
| 1960       | Julius Nyerere    | 100,581   | 82.8%                       | 70/71   | 40  | 1ero     | Supermayoría  |
| 1965       | Julius Nyerere    | 2,263,830 | 100% en alianza con el ASP  | 188/188 | 118 | 1ero     | Partido único |
| 1970       | Julius Nyerere    |           | 66.6% en alianza con el ASP | 106/106 | 82  | 1ero     | Partido único |
| 1975       | Julius Nyerere    | 4,474,267 | 100% en alianza con el ASP  | 223/223 | 117 | 1ero     | Partido único |